# 2008年中国大陆

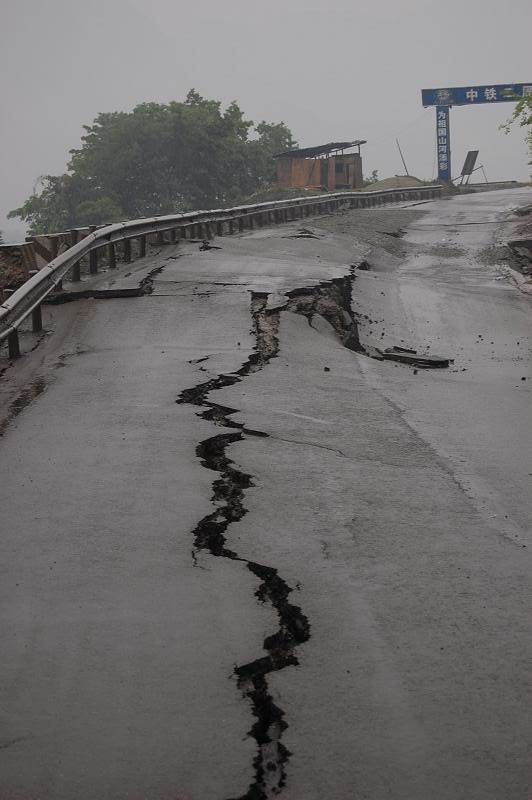
汶川大地震造成四川省都江堰各地道路嚴重损毁

| 中国历史 / 中国历史年表 |
| 世紀： 20世纪中国 / 21世纪中国 / 22世纪中国 |
| 年代： 1970年代中国大陆 / 1980年代中国大陆 / 1990年代中国大陆 / 2000年代中国大陆 / 2010年代中国大陆 / 2020年代中国大陆 / 2030年代中国大陆                     |
| 年份： 2004年中国大陆 / 2005年中国大陆 / 2006年中国大陆 / 2007年中国大陆 / 2008年中国大陆 / 2009年中国大陆 / 2010年中国大陆 / 2011年中国大陆 / 2012年中国大陆 |
| 纪年： 戊子年（鼠年）、中华人民共和国成立59周年 |

## 领导人
- 中共中央总书记：胡锦涛
- 国家主席：胡锦涛
- 国务院总理：温家宝
- 全国人大常委会委员长：吴邦国
- 全国政协主席：贾庆林

## 大事记

### 1月
- 1月7日，广西超大运输集团一车辆在广东省湛江市发生交通事故，死亡11人。
- 1月7日，在北部湾共同渔区中方一侧正常生产的海南省“琼临高04091”等10多艘渔船遭到越南10多艘持枪武装渔船袭击抢劫，其中2艘临高渔船被枪击，驾驶楼的玻璃被打碎，有四五艘渔船的网具被抢。
- 1月7日，湖北省天門市水利建築公司總經理魏文华因用手機拍下城市管理執法局五十多名執法人員為填埋垃圾與農民發生衝突之事，而遭城管人員暴力毆打致死。中國時報
- 1月9日，云南省文山州交通事故，死亡14人。
- 1月10日起，中国大范围持續出現特大風雪，是1954年後以來最嚴重的雪災。据中国民政部透露，截至2月24日，因灾死亡129人，失踪4人，直接经济损失1516.5亿元人民币。
- 1月17日，第五次中美战略对话在贵阳开始，由中国外交部副部长戴秉国及美国副国务卿内格罗蓬特主持。中国军方首次参加对话。BBC中文网（页面存档备份，存于）
- 1月18日，重庆市南川区高桥煤矿有限责任公司井下煤与瓦斯突出死亡13人。
- 1月22日，中國国家文物局在北京召開記者會宣布：在河南许昌灵井旧时器时代遗址第四纪晚更新世早期地层中發現距今8万～10万年间的较完整的古人类許昌人头盖骨化石。填补了中国现代人类起源中重要一环。新華網（页面存档备份，存于）新華網
- 1月29日，重庆民捷彭安运输有限责任公司车辆在贵州遵义交通事故，死亡25人。

### 2月
- 2月4日，中国交通部宣布，受雪灾影响的京珠高速公路最后滞留的6000辆车全部疏散完毕，此前曾有司机被困于该高速公路上达14天之久。新华网（页面存档备份，存于）新华网（页面存档备份，存于）
- 2月5日，中国杭州中级人民法院以“煽动颠覆国家政权罪”，判处异议作家吕耿松有期徒刑四年，剥夺政治权利一年。BBC中文网（页面存档备份，存于）、自由亚洲电台[]
- 2月12日，贵州省遵义交通事故，死亡24人。
- 2月13日，好萊塢名導演史提芬·史匹堡因達爾富爾衝突辭去北京奧運會藝術顧問一職。紐約時報（页面存档备份，存于）自由時報電子報
- 2月15日，浙江省金华市义乌市义亭镇成帅酒店火灾，死亡11人。
- 2月27日，广东省深圳市南山区龙飞再生物资回收公司废品收购站仓库火灾，死亡15人。
- 2月28日，黑龙江省鸡西市麻山区建宝煤矿透水，死亡14人。
- 2月29日，中國北京首都國際機場的三号航站楼正式投入运营，成为目前世界单体面积最大的航站楼。CNN（页面存档备份，存于）新华网（页面存档备份，存于）

### 3月
- 3月3日，中国人民政治协商会议第十一届全国委员会第一次会议在北京人民大会堂开幕。新华网（页面存档备份，存于）
- 3月5日，黑龙江省鹤岗市兴安区泰源煤矿火灾，死亡13人；吉林省辽源市东辽县金安煤矿火灾，死亡17人。
- 3月7日，中國南方航空6901號班機爆炸未遂事件。
- 3月13日，印度方面扣留了一批流亡當地的西藏人，他們試圖步行到西藏抗議北京奧運。美聯社[]
- 3月14日，中国西藏首府拉萨自10日爆发的藏人抗议事件演變為骚乱事件，至少10人在冲突中丧生。明報法新社BBC（页面存档备份，存于） RFA RFA[]BBC中文网（页面存档备份，存于）云南省昭通市威信县水洞坪煤矿煤与瓦斯突出，死亡14人。
- 3月15日，中国第十一届全国人民代表大会选举胡锦涛为中华人民共和国主席、中央军事委员会主席，吴邦国为第十一届全国人民代表大会常务委员会委员长，习近平为中华人民共和国副主席。新华网（页面存档备份，存于）甘肅省甘南藏族自治州骚乱。
- 3月16日，中国第十一届全国人民代表大会投票表决通过温家宝为中华人民共和国国务院总理。新华网（页面存档备份，存于）四川省阿坝藏族羌族自治州骚乱。
- 3月22日晚到24日，疆獨人士在新疆和田、喀什、乌鲁木齐、克孜勒苏柯尔克孜自治州等地舉行反政府示威。
- 3月24日，2008年北京夏季奥运会聖火的取火儀式在古代奧林匹克運動會的發源地、希臘的奧林匹亞舉行，北京奥运会圣火传递活动开始。在取火仪式中，三名無國界記者和一名藏人抗議者因干擾儀式進行而被捕。美聯社新華社（页面存档备份，存于）
- 3月24日，中国黑龙江省佳木斯市法庭以煽动颠覆国家政权罪判处维权人士杨春林有期徒刑五年。BBC中文网（页面存档备份，存于）
- 3月26日，湖南省郴州市永兴县张家洲煤矿煤与瓦斯突出，死亡13人。
- 3月27日，四川省凉山州木里县大沙湾水电站1号引水隧洞建筑施工事故，死亡10人。
- 3月28日，中国邀请来自英国、美国等至少15个国家的驻华使领馆官员前往西藏，考察西藏骚乱过后的情况；BBC中文网（页面存档备份，存于）美國華盛頓時報報導，根據美國情報官員透露，中國瞄準台灣的飛彈高達1400枚。東森電子報（页面存档备份，存于）The Washington Times（页面存档备份，存于）
- 3月29日，2008年西藏騷亂：在外國外交官離開後，拉薩再度爆發示威。美聯社[]
- 3月30日，希臘當局在首都雅典，把聖火移交北京奧組委，但仍然有人示威。路透社（页面存档备份，存于）

### 4月
- 4月1日，中国版3G——TD-SCDMA在中国8个城市放号测试。人民日报（页面存档备份，存于）
- 4月3日，北京市中级人民法院以“煽动颠覆国家政权罪”，判处维权人士胡佳有期徒刑3年零6个月。BBC中文网（页面存档备份，存于）
- 4月5日，由於北京奧運，中國政府對中英文維基百科網站局部解除封鎖。BBC中文網（页面存档备份，存于）中廣[]
- 4月6日，北京奧運聖火在英國首都倫敦傳送時多次遭到阻截，35人被捕。BBC（页面存档备份，存于） BBC中文网（页面存档备份，存于）
- 4月7日，中国與紐西蘭在北京簽署双边自由貿易協定。這是中國與工業化國家签署的首份自由貿易協定。新華網（页面存档备份，存于）
- 4月7日，北京奥运火炬传递在法国巴黎因受到关注西藏和人权问题的示威者的抗议和干扰而被迫缩减原订活动。警察三度將聖火弄熄，由巴士運走，其後重新開始接力。另外無國界記者在埃菲爾鐵塔、巴黎聖母院、市政廳等地展示抗議標語。國際先驅論壇報（页面存档备份，存于）美聯社（页面存档备份，存于）BBC中文网（页面存档备份，存于）
- 4月10日，人民幣兌美元開市價首次升穿7算，報6.992人民幣兌1美元。明報
- 4月12日，辽宁省葫芦岛市南票区沙锅屯村第三煤矿瓦斯爆炸，死亡16人。
- 4月14日，中国環境保護部發佈第一批共四套的環保國家標準，涉及煤礦瓦斯、生活垃圾、工業農藥、汽車廢氣排放等。其中對煤礦高濃度瓦斯提出「禁止排放」的強制要求，在國際上首次提出控制溫室氣體排放的強制措施。中新社（页面存档备份，存于）
- 4月15日，中国外交部发言人姜瑜就CNN主持人攻擊中國言論，表示震惊和强烈谴责，要求CNN和其節目主持卡弗蒂本人收回恶劣言论，並向全體中國人民道歉。新华网（页面存档备份，存于）
- 4月18日，中国北京和武汉等地民众出现了不同程度的反法国示威。 BBC中文网（页面存档备份，存于）
- 4月20日，中国云南文山壮族苗族自治州發生大規模警民衝突，造成至少1死5重傷。BBC中文網（页面存档备份，存于）
- 4月24日，中國外交部證實運往津巴布韋的中國軍火船安岳江號由于受到南部非洲各國的抵制不能靠岸，因而被迫回航中國。BBC中文網（页面存档备份，存于）山西省晋城市沁水县尉迟煤业有限公司顶板事故，死亡10人。
- 4月28日，中国山东省淄博市境内的胶济铁路发生两列客运列车脱轨相撞事故，造成至少71人死亡，416人受伤。新华网1（页面存档备份，存于） 新华网2
- 4月29日，中国安徽阜阳市发生肠道病毒EV71感染，当地累计报告感染患儿1884例，死亡人数达20人。新浪（页面存档备份，存于）

### 5月
- 5月1日，中国杭州湾跨海大桥全线通车，该桥全长36公里，是目前世界上最长的跨海大桥。新浪网（页面存档备份，存于）
- 5月2日，达赖喇嘛办公室发言人称，达赖喇嘛的特使将前往中国与有关官员进行会晤。BBC（页面存档备份，存于）
- 5月5日，中国上海市楊浦區上午發生一起公共汽車爆炸起火案，造成乘客 3 死 12 傷，上海公安局初步調查是乘客攜帶易燃品上車引起。聯合新聞網（页面存档备份，存于）
- 5月6日，中国国家主席胡錦濤搭乘專機飛抵東京，展開五天的日本正式訪問，他是繼江澤民1998年的訪問之後，十年來首位訪日的中國國家元首。中央社 （页面存档备份，存于）
- 5月7日，中國國家主席胡錦濤訪問日本期間，雙方共同公布《中日關於全面推進戰略互惠關係的聯合聲明》。中時電子報[永久]新華網（页面存档备份，存于）新浪網（页面存档备份，存于）
- 5月7日，中國愛樂樂團在梵蒂岡保祿六世大廳進行破天荒演出，教宗本篤十六世出席並以普通話祝福。美聯社
- 5月8日，2008年北京奥运火炬接力珠峰传递登山队成功将奥运圣火带抵世界最高峰珠穆朗玛峰峰顶，并进行了奥运历史上海拔最高的火炬接力传递。新浪网（页面存档备份，存于）新华网 Archive.today的存檔，存档日期2013-04-28
- 5月10日，中国国家主席胡錦濤結束5天的日本國事訪問。中時電子報[永久]
- 5月12日，中国四川省省會成都西北面96公里的阿坝藏族羌族自治州汶川縣，在北京時間14時28分發生里氏8級的强烈地震。北京、上海、台灣、香港及泰國曼谷等地都感受到今次地震。蘋果日報美國地質調查局新華網（页面存档备份，存于）中國新聞網（页面存档备份，存于）
- 5月13日，汶川大地震：
  - 截止至13日19时，至少12,012人遇难，死亡人數不斷攀升。蘋果日報新华网（页面存档备份，存于）
  - 救難工作持續進行中，各界捐款及物資湧入中國紅十字會，各國紛致電慰問，台灣、日本、韓國等地救援隊伍整裝待發。蘋果日報
- 5月14日14时，汶川大地震死亡人数达14866人，其中四川达14463人。新华网（页面存档备份，存于）
- 5月15日，汶川大地震：
  - 中國政府同意日本及台灣的搜救隊進入災區救災。聯合晚報
  - 中國国务院抗震救灾指挥部今天确认，汶川大地震已造成19509人死亡，遇难人数估计在5万人以上。新华网（页面存档备份，存于）
- 5月16日，汶川大地震：
  - 截至5月16日14时，汶川地震死亡人数达22069人，其中四川达21577人。新华网（页面存档备份，存于）
  - 俄罗斯、韩国救援队抵达成都。新华网（页面存档备份，存于）
- 5月17日，汶川大地震：
  - 截至5月17日14時，汶川地震死亡人數達28881人，受傷198347人。國務院新聞辦公室
- 5月18日，汶川大地震：
  - 中國国务院宣布將5月19日至21日设為全國哀悼日，全國下半旗以哀悼汶川大地震的遇难者。新華網
  - 截至5月18日14時，汶川地震已造成32477人死亡，220109人受傷。新華網（页面存档备份，存于）
  - 中国地震局将汶川大地震的震级从里氏7.8级修订为8.0级。新华网（页面存档备份，存于）
- 5月24日，汶川大地震：
  - 截至北京時間5月24日12時，汶川地震已造成60560人遇難，352290人受傷，26221人失蹤，累计受灾人数45509241人。新華網（页面存档备份，存于）
  - 中国国务院总理温家宝在汶川大地震重灾区汶川县映秀镇与前来察看灾情的联合国秘书长潘基文进行会晤。新华网 Archive.today的存檔，存档日期2013-01-05
- 5月24日，中国工业和信息化部等部委联合发布公告，将对中国电信、中国网通、中国移动、中国联通、中国卫通、中国铁通六家基础电信企业进行重组，合并成三家企业，重组后发放3G牌照。新华网（页面存档备份，存于）
- 5月27日，由于汶川大地震形成的北川唐家山堰塞湖可能溃坝造成危险，中国四川省绵阳市已紧急疏散16万人。BBC中文网（页面存档备份，存于）
- 5月28日，中共中央总书记胡锦涛下午与应邀来访的中国国民党主席吴伯雄在人民大会堂举行会谈。这是國民黨重掌政權後，两党最高领导人之间的首次会谈。新华网（页面存档备份，存于）
- 5月30日，黑龙江省鸡西市鸡东县恒达煤矿井下透水，死亡13人。
- 5月31日，在中国四川省汶川县映秀镇的一部汶川大地震救灾直升机失事包括5名机组人员在内的18人遇难，直到6月10日被寻获。

### 6月
- 6月2日，中国联通宣布，将以换股的方式合并中国网通，合并交易总规模按中国联通股票市值计算约为4391.67亿港元。同时将以1100亿元人民币的价格向中国电信出售CDMA网络。新华网（页面存档备份，存于）新华网（页面存档备份，存于）
- 6月10日，5月31日在中国四川省汶川县映秀镇失事的一部汶川大地震救灾直升机被寻获，包括5名机组人员在内的18人遇难。中国军网
- 6月13日，中國大陸海協會会长陈云林和台灣海基會董事长江丙坤在北京簽署关于两岸周末包机和大陆居民赴台旅遊两项協議。中時電子報[永久]新华网（页面存档备份，存于）山西省吕梁市离石区久兴砖厂坍塌，死亡19人，孝义市安信煤业有限公司炸药爆炸，死亡35人，失踪1人。
- 6月16日，中国南方广东、广西、湖南、江西等9个省级行政区自6月6日开始的洪涝灾害已造成63人死亡，13人失踪，166万人紧急转移安置。新华网 Archive.today的存檔，存档日期2013-04-28
- 6月17日，第四次中美战略经济对话在美国安纳波利斯开幕。中国国务院副总理王岐山和美国财长保尔森作为两国元首的特别代表共同主持对话会。新华网
- 6月18日，中国和日本兩國政府宣布，双方就东海问题達成原則共識，除在东海选择一个区块进行共同开发外，日本企业还将依据中国法律参与合作开发春曉油氣田。網易和讯网（页面存档备份，存于）新华网（页面存档备份，存于）
- 6月28日，中国贵州省瓮安县的上万民众因不满当地公安局对一名女学生死因的鉴定结果而引发骚乱，当地政府和公安局的大楼受到冲击和焚烧。Yahoo!香港BBC中文网（页面存档备份，存于）新华网（页面存档备份，存于）
- 6月29日，華南虎照片事件：陝西省政府召開新聞發布會，證實鎮坪縣農民周正龍拍攝的「華南虎」照片是一個用老虎畫拍攝的假虎照。涉嫌詐騙犯罪的周正龍已被批捕；有關的政府官員受到處分。明報网易

### 7月
- 7月1日，中国上海闸北政法大楼发生暴力袭警案，一名凶手携带匕首、燃烧瓶等武器闯进大楼内，刺死6名警察，刺伤3名警察和1名保安。美国之音中文網 网易 BBC中文网（页面存档备份，存于）新华网（页面存档备份，存于）陕西省神木汇森凉水井矿业有限责任公司凉水井煤矿放炮事故，18人中毒死亡。
- 7月4日，中国大陆与台湾之间的两岸周末包机正式启动，共11家航空公司的18班包机直航海峡两岸，大陆居民赴台旅游首发团亦搭乘当日包机启程。聯合報[]中国新闻網中国新闻网（页面存档备份，存于）
- 7月5日，山西省大同市南郊区五九煤矿瓦斯爆炸，死亡21人。
- 7月6日，中国福建土樓、沙特阿拉伯石谷考古遗址、毛里求斯莫纳山文化景观和伊朗亚美尼亚修道院群四處地點在加拿大魁北克市舉行的第32屆世界遺產大會上被列入最新一批世界文化遗产。聯合國新聞中心（页面存档备份，存于）
- 7月10日，河南省济源市济源煤业公司八矿井坠罐事故，死亡11人。
- 7月12日，六方會談團長會議在北京結束，會上確立了驗證朝鮮核設施的具體步驟。新華網山西省长治市长治县王庄煤矿透水，死亡10人。
- 7月14日，河北省张家口市蔚县李家洼煤矿新井炸药燃烧死亡35人。
- 7月19日，山东省菏泽市成武县武警支队抓获40多名恐怖分子。他们意图袭击奥运会[1]。
- 7月21日，广西壮族自治区百色市右江矿务局那读煤矿透水，死亡36人。
- 7月26日，一個名為「突厥斯坦伊斯蘭黨」的疆獨組織透過錄影帶宣稱近數月來在中國各地，包括本周在雲南昆明的襲擊為其所為。組織所指涉地區的公安均否認所指襲擊與該組織有關。法新社大公網

### 8月
- 8月1日，中国《反垄断法》開始實施。中新網（页面存档备份，存于）京津城际铁路正式通车，全程30分钟。BBC中文网（页面存档备份，存于）山西省太原钢铁集团尖山铁矿排渣厂坍塌死亡45人。河南省平煤集团平禹煤电有限责任公司四矿煤与瓦斯突出，死亡23人。
- 8月4日，中国新疆喀什市公安邊防支隊被兩人驾车袭击，并引发车上的爆炸物，造成16死16傷。兩個襲擊者被捕。新华网（页面存档备份，存于）
- 8月8日，第29届夏季奥林匹克运动会在中华人民共和国北京国家体育场开幕，本次奥运会有来自204个国家和地区的运动员参加。BBC中文网（页面存档备份，存于）新华网（页面存档备份，存于）NBC Sports（页面存档备份，存于）
- 8月9日，中华人民共和国北京市发生外国游客遭袭击事件，一名男子在东城区鼓楼城楼二楼上突然持械袭击两名美国籍游客和一名中国籍导游，其中一名游客死亡，其余二人受伤，疑凶也当场自尽。BBC中文网（页面存档备份，存于）
- 8月10日，中华人民共和国新疆阿克苏地区库车县发生多起爆炸事件，8人死亡，4人受伤。中国新闻网BBC中文网（页面存档备份，存于）BBC中文网（页面存档备份，存于）
- 8月13日，中国秦皇島發生炸彈爆炸，造成兩人死亡。中時電子報（页面存档备份，存于）
- 8月17日，美国运动员菲尔普斯在北京奥运会上获得第八块金牌，打破了施皮茨在1972年慕尼黑奥运会上创造的一届奥运会获七块金牌的纪录。新华网（页面存档备份，存于）
- 8月18日，中国運動員劉翔因腳傷舊患復發，在110米栏预赛第一轮中退出北京奥運會。明報→ 維基新聞辽宁省沈阳市法库县柏家沟煤矿瓦斯爆炸，死亡26人。云南省西双版纳尚岗宏源煤业有限责任公司火灾，死亡7人，失踪3人。
- 8月24日，2008年夏季奥林匹克运动会在北京国家体育场闭幕，中国代表团以51枚金牌数登上金牌榜首位，美国代表团以110枚奖牌数获奖牌榜首位。此次奥运会共打破38项世界纪录。新华网（页面存档备份，存于）新华网（页面存档备份，存于）新华网（页面存档备份，存于）
- 8月26日，河池市广西广维化工股份有限责任公司爆炸死亡20人。
- 8月27日，中国公安部证实，加拿大当局近日遣返了中国经济诈骗犯罪嫌疑人邓心志。这是加方首次成功遣返中国籍经济案件嫌犯归国。BBC中文网（页面存档备份，存于）
- 8月28日，上海合作组织成员国元首理事会第八次会议在塔吉克斯坦首都杜尚别开幕。新华网（页面存档备份，存于）
- 8月28日，2008年夏季残奥会圣火采集仪式在北京天坛举行，并开始圣火接力。BBC中文网（页面存档备份，存于）
- 8月30日，内蒙古自治区赤峰市敖汉旗鑫鑫花炮厂爆炸，死亡15人。
- 8月31日，中国四川攀枝花市繼汶川大地震後，發生6.1級大地震，造成多人死傷。rthk（页面存档备份，存于）

### 9月
- 9月4日，辽宁省阜新市清河门区河西镇第八煤矿瓦斯爆炸死亡27人。
- 9月5日，河北省唐山市古冶区新华煤矿事故，死亡11人失踪2人。四川省宜宾市兴文县金河煤业有限责任公司煤与瓦斯突出，死亡18人。
- 9月7日，河南省鹤煤集团禹州仁和煤矿透水死亡18人。
- 9月8日，中国山西省襄汾县一座铁矿的尾矿库发生溃坝事故，倾泄出来的泥水波及下游的建筑，造成至少276人死亡。安康信息网
- 9月11日，中国乳品制造商三鹿集团宣布召回受到三聚氰胺污染的部分奶粉，已有432名婴幼儿被疑因食用该品牌奶粉而患上肾结石等病，其中1人死亡。新华网（页面存档备份，存于）新华网（页面存档备份，存于）
- 9月13日，中国四川省巴运集团一辆从四川省巴中市开往浙江省宁波市的宇通客车，在行经南江县附近时坠入约150米深的悬崖下，造成车上51人全部死亡。新华网（页面存档备份，存于）河南省洛阳市新安县鑫泰煤业有限公司透水死亡10人。
- 9月16日，受三鹿奶粉污染事件影响，中华人民共和国国家质量监督检验检疫总局对全国婴幼儿奶粉生产企业进行了质量普查。结果在22家企业69批次的产品中，检出了不同含量的三聚氰胺。新华网（页面存档备份，存于）
- 9月19日，受证券交易印花税改为单边征收、汇金公司购入三大银行股票、国资委支持央企增持或回购行为等多重利好的刺激下，中国上海证券交易所和深圳证券交易所的股票全部涨停。新华网（页面存档备份，存于）新华网（页面存档备份，存于）
- 9月20日，中国广东省深圳市龙岗区的一家歌舞厅发生特大火灾，共造成44人死亡，88人受伤。新华网（页面存档备份，存于）黑龙江省鹤岗市兴山区富华煤矿火灾故，死亡26人失踪5人。
- 9月21日，因食用被三聚氰胺污染的三鹿牌奶粉而正在医院住院治疗的中国婴幼儿达到12,892人；已治愈出院的为1,579人；接受过医院门诊治疗的为39,965人；死亡3人。中国卫生部河南省登封市郑州广贤工贸有限公司新丰二矿煤与瓦斯突出，死亡37人。
- 9月25日，中华人民共和国长征二号F型运载火箭搭载神舟七号载人航天飞船在甘肃省酒泉卫星发射中心发射升空。中國新聞網（页面存档备份，存于）新華社
- 9月27日，中华人民共和国宇航员翟志刚步出神舟七号载人航天飞船，执行太空行走任务，成为首个太空行走的中国宇航员。新华网（页面存档备份，存于）
- 9月28日，中国神舟七号载人航天飞船返回舱载着翟志刚、刘伯明、景海鹏三名航天员在内蒙古自治区四子王旗主着落场成功着陆。新华网（页面存档备份，存于）

### 10月
- 10月6日，中国西藏自治区拉萨市当雄县发生里氏6.6级地震，造成至少9人死亡，19人受伤。腾讯网（页面存档备份，存于）新华网（页面存档备份，存于）新华网 Archive.today的存檔，存档日期2012-07-14
- 10月11日，黑龙江省哈尔滨发生警察打死人事件。
- 10月12日，四川省宜宾市江安县幸福煤矿煤与瓦斯突出死亡10人。
- 10月14日，中国和俄罗斯在黑瞎子岛举行两国国界东段界桩揭幕仪式，俄罗斯将黑瞎子岛西半部的主权移交给中国。新华网（页面存档备份，存于）BBC中文网（页面存档备份，存于）
- 10月16日，广东宏大爆破股份有限公司、神华宁煤集团大峰矿技术改造工程露天剥离爆破事故，死亡16人。
- 10月21日，海協會副會長張銘清於參觀台南市孔廟時遭台南市議員王定宇率眾抗議並被推擠跌傷。壹蘋果網路
- 10月23日，欧洲议会宣布，将2008年度萨哈罗夫奖授予中国环境保护和艾滋病维权人士胡佳。中國外交部發言人秦刚說，中方在人權問題的立場明確，反對以人權問題干涉別國內政。秦剛又說，將人權獎頒給一個罪犯，是對中國司法主權的干涉，亦是對人權的不尊重。中方對歐盟方面提出嚴正交涉。华尔街日报（页面存档备份，存于）
- 10月23日，美洲开发银行（Inter-American Development Bank）宣布，中国将成为这家银行第48个成员。这将进一步增进中国与拉丁美洲和加勒比地区的经贸关系。新华网（页面存档备份，存于）
- 10月24日，第七届亚欧首脑会议在北京开幕。本次会议以“对话合作，互利共赢”的主题，45个亚欧会议成员的国家元首、政府首脑、地区组织领导人和代表出席开幕式。人民网 新华网（页面存档备份，存于）

### 11月
- 11月1日，证实10月18日在苏丹西南部遭到绑架的中国石油工人中的最后一人已遇害。此次遭到绑架的中国石油工人一共有九名，其中五人确认死亡，四人获救。 BBC中文网（页面存档备份，存于）
- 11月3日，中國大陸海協會會長陳雲林抵达臺北，將與台灣海基會董事長江丙坤進行會談。自由時報[]
- 11月4日，中国大陆海协会会长陈云林与台灣海基会董事长江丙坤在臺北举行正式会谈，就两岸海运直航、平日包机、邮政、食品安全等四项议题签署了协议。新华网（页面存档备份，存于）
- 11月9日，中国国务院常务会议在11月5日通过的扩大内需十项措施发布，计划在2年内投资4万亿元人民币，以抵御国际金融危机对中国的不利影响。新华网（页面存档备份，存于）BBC中文网（页面存档备份，存于）
- 11月28日，中国首架自主知识产权新支线飞机ARJ21-700在上海首飞成功。新华网（页面存档备份，存于）

### 12月
- 12月1日，近万台广州出租车罢运，以表达对经营状况不满。凤凰网（页面存档备份，存于）
- 12月9日，303名中国知识分子和维权人士联名签署的，敦促政府进行民主改革的《零八宪章》公开发表。美国之音中文网BBC中文网（页面存档备份，存于）
- 12月11日，直到當天為止，《零八宪章》發起人中已有兩人因此事被中華人民共和國政府逮捕。
- 12月12日，中華民國前總統陳水扁、前第一夫人吳淑珍及其親族、下屬等共14人，被最高法院檢察署特偵組就國務機要費案、洗錢案、南港展覽館案、龍潭購地案等提起公訴。聯合新聞網（页面存档备份，存于）
- 12月13日，陳水扁前一日被起訴的案件移赴台灣台北地方審理，合議庭駁回檢方延押聲請，被羈押月餘的陳水扁被當庭釋放。聯合新聞網（页面存档备份，存于）
- 12月15日，中国大陆和台湾之间的客机、轮船和信件，直接跨越台灣海峽，不再绕经第三地而到彼岸，直接三通基本实现。星島日報新华网（页面存档备份，存于）
- 12月18日，臺灣臺北地方法院合议庭再度裁定，将陳水扁无保释放，检察官表示等收到法院裁决书后再决定是否继续抗告。新华网（页面存档备份，存于）
- 12月26日，中国人民解放军海军舰艇编队于下午从三亚起航，赴亚丁湾、索马里海域执行护航任务。新华网（页面存档备份，存于）
- 12月27日，昆明警方宣布偵破半年前的公交車爆炸案和最近發生的咖啡吧爆炸案，兇手是咖啡吧爆炸案中的死者李彥。CCTV（页面存档备份，存于）
- 12月28日，被誉“万里长江第一隧”的武汉长江公路隧道在武汉通车，隧道全长3.63公里。新华网（页面存档备份，存于）
- 12月30日，中国古生物学家宣称在山东省诸城市境内发掘出的恐龙化石群，是世界上已发现的曝露面积最大的恐龙骨骼化石群。新华网

## 汶川大地震

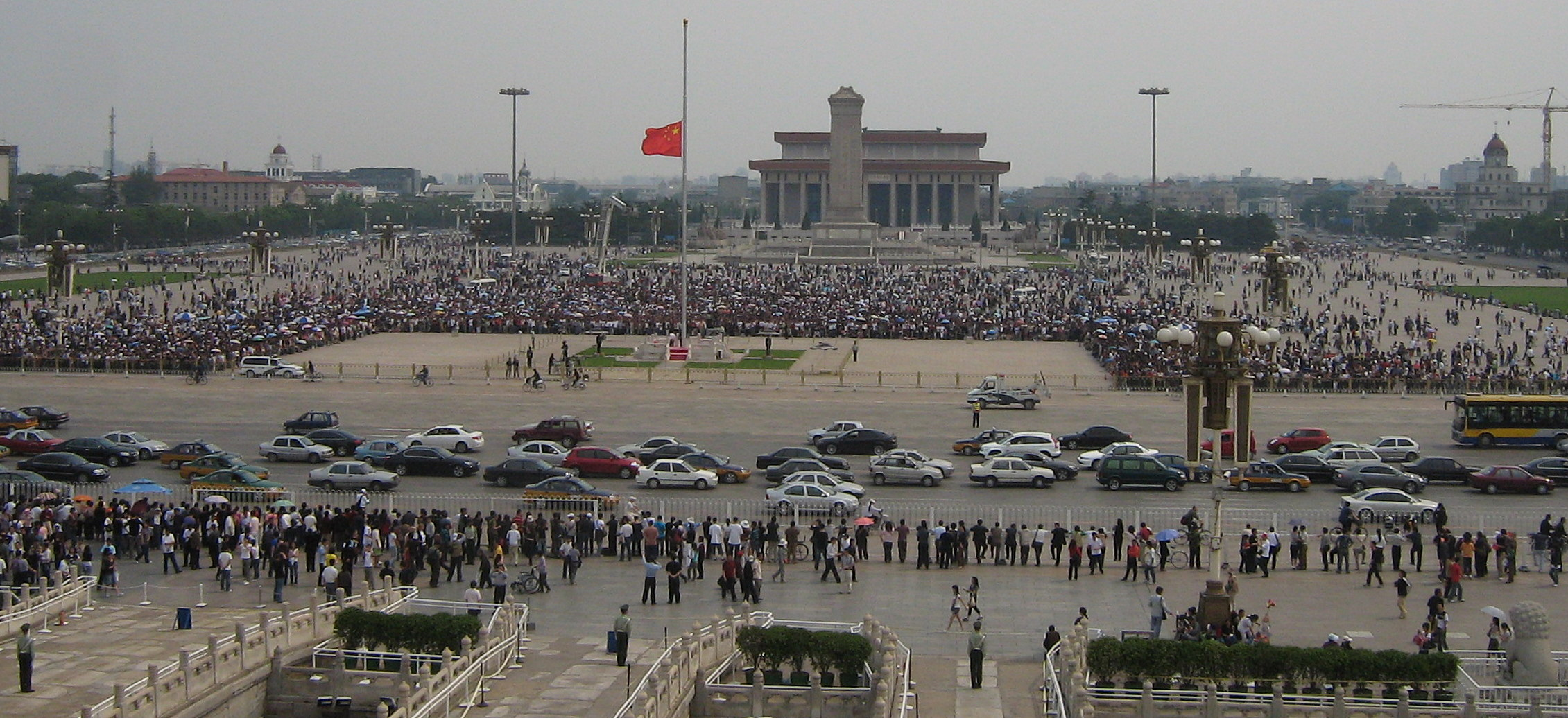
2008年5月19日下午2时10分，天安门广场下半旗向地震遇难者致哀。数以万计的民众在广场上聚集，默哀3分钟后，许多人自发开始高喊“中国加油”、“四川加油”等口号。

5月12日，四川省发生汶川大地震，共造成69,227到300,000人死亡，374643人受伤，17923人失踪。是中华人民共和国成立以来破坏力最大的地震，也是唐山大地震后伤亡最惨重的一次。地震造成四川、甘肃、陕西等省的灾区直接经济损失共8451亿元人民币，灾区的卫生、住房、校舍、通讯、交通、治安、地貌、水利、生态、少数民族文化等方面受到严重破坏。